# مركز الملك الحسين بن طلال للمؤتمرات
مركز الملك الحسين بن طلال للمؤتمرات هو مركز مؤتمرات ومعارض رسمي يقع على الضفة الشرقية للبحر الميت عند أدنى نقطة تحت مستوى سطح البحر في الأردن بالقرب من سويمة، وقد سُمي المركز باسم الملك الراحل الحسين بن طلال ملك الأردن بين عاميّ 1952-1999، يتكون المركز من ثلاثة طوابق ويضم 27 قاعة وصالة متعددة للاجتماعات، ويستوعب مابين 4-5 ألاف شخصاً في الحدث الواحد، ويعتبر من أضخم مراكز المؤتمرات في العالم العربي، تم افتتاح المركز سنة 2005، وقد استضاف العديد من المؤتمرات المحلية والإقليمية، يدير المركز مجموعة هيلتون للفنادق، والمركز مزود بكافة خدمات الاتصالات ووسائل الراحة الحديثة. واستضاف المركز مؤتمر القمة العربية الثامن والعشرون، يبعد المركز مسافة 45 كيلو جنوب غرب العاصمة الأردنية عمّان و65 كيلو عن مطار الملكة علياء الدولي، وينخفض المركز حوالي 400 متر تحت مستوى سطح البحر.

## معلومات عامة
يتميز المركز الذي افتتح سنة 2005 بطراز معماري فريد يمثل مزيجاً بين فنون العمارة الإسلامية والعمارة الحديثة، وتحاكي حجارته وجدرانه بألوانها وتركيباتها البيئةَ الأردنية المحيطة. ويضم المركز 27 قاعة بمساحات مختلفة وتصاميم متنوعة، تتوزع على ثلاثة طوابق، تم تجهيزها بجميع الإمكانات والمرافق والوسائل التي تلبّي احتياجات المؤتمرات بأنواعها المختلفة، ما أهّله ليكون موقعاً مثالياً لعقد فعاليات مهمة للمنتدى الاقتصادي العالمي، وصندوق النقد الدولي، والأمم المتحدة، واجتماع مجلس جامعة الدول العربية على مستوى القمة في مارس 2017.